# Der Hohenfriedberger
Der Hohenfriedberger (også kaldet Hohenfriedeberger, Armeemarsch I, 1c; I, 21 og III, 1b) er en af de mest kendte tyske militære marcher. Marchens titel skal minde om Preussens sejr over Østrig og Sachsen den 4. juni 1745 i den Anden Schlesiske Krig i Slaget ved Hohenfriedeberg.
Marchen blev benyttet i begyndelsen af filmen Stalingrad, og i scener i Barry Lyndon, hvor den preussiske hær vises i Den Preussiske Syvårskrig. Eftersom Hohenfriedeberger delvis benyttes i Königgrätzer-marchen, kan den også høres i Indiana Jones og det sidste korstog under scenerne med bogbrænding.

## Tekst
1. strofe:
Auf, Ansbach-Dragoner!
Auf, Ansbach-Bayreuth!
Schnall um deinen Säbel
und rüste dich zum Streit!
Prinz Karl ist erschienen
auf Friedbergs Höh'n,
Sich das preußische Heer
mal anzusehen.
Omkvæd (2x):
Drum, Kinder, seid lustig
und allesamt bereit:
Auf, Ansbach-Dragoner!
Auf, Ansbach-Bayreuth!
Drum, Kinder, seid lustig
und allesamt bereit:
Auf, Ansbach-Dragoner!
Auf, Ansbach-Bayreuth!
2. strofe:
Hab'n Sie keine Angst,
Herr Oberst von Schwerin,
Ein preuß'scher Dragoner
tut niemals nicht fliehn!
Und stünd'n sie auch noch
so dicht auf Friedbergs Höh',
Wir reiten sie zusammen
wie Frühlingsschnee.
Ob Säbel, ob Kanon',
ob Kleingewehr uns dräut:
Omkvæd (2x):
Drum, Kinder, seid lustig
und allesamt bereit:
Auf, Ansbach-Dragoner!
Auf, Ansbach-Bayreuth!
Drum, Kinder, seid lustig
und allesamt bereit:
Auf, Ansbach-Dragoner!
Auf, Ansbach-Bayreuth!
3. strofe:
Halt, Ansbach-Dragoner!
Halt, Ansbach-Bayreuth!
Wisch ab deinen Säbel
und laß vom Streit;
Denn ringsumher
auf Friedbergs Höh'n
Ist weit und breit
kein Feind mehr zu sehn.
Und ruft unser König,
zur Stelle sind wir heut':
Auf, Ansbach-Dragoner!
Auf, Ansbach-Bayreuth!
Omkvæd:
Drum, Kinder, seid lustig
und allesamt bereit:
Auf, Ansbach-Dragoner!
Auf, Ansbach-Bayreuth!